# 35 калорија без шећера
35 калорија без шећера је омладински роман српске књижевнице Јасминке Петровић. Први пут објављен је 2008. године. Роман се, на тинејџерима пријемчив начин, бави веома озбиљном темом - анорексијом.
Роман има за циљ да едукује и упозори младе људе, посебно девојчице, на стравичне последице које настају одбијањем узимања хране, зарад жеље да буду мршавије. Намењена узрасту од 12 и више година и представља добар начин да данашњи тинејџери, а и старија публика препознају симптоме овог опаког и тешког поремећаја.

## О роману
Јасминка Петровић у својим књигама помера границе у књижевности за децу и младе, храбро уносећи у њу озбиљне теме, какве су последица рата на просторима бивше СФРЈ (Лето када сам научила да летим, Гига прави море) или проблем тинејџера са анорексијом, који је описан у овом роману. Ова тешко излечива, смртна болест се најчешће јавља код младих људи, узраста од 12. до 25. године живота и представља све већи проблем данашњице, када су мода и изглед постали најбитнији фактор у одрастању већине девојчица. Код нас се последњих година бележи све већи пораст ове болести, који се често не препознаје на време, па се открива у поодмаклој фази, када више није тако једноставно лечити овакву врсту поремећаја. Кроз пример из стварног живота ауторка покуша да наведе тинејџере или уопштено све који прочитају ово дело да почну да причају о својим проблемима.
Многи проблеми који прате одрастање нашли су се у овој књизи. Како се носити са животом у растуреној породици, са губитком и болом, како научити да се показују осећања, прихватити себе... Живим приповедањем и врцавим хумором Јасминка Петровић успева да мучне теме прикаже као саставни део живота."

## Ликови у роману
- Тара, петнаестогодишња девојчица која има проблематичан однос према свом изгледу. Никад није задовољна, мисли да је предебела, да мора бити савршена. Верује да човек мора бити савршен.
- Јована, Тарина другарица. Потпуна супротност Тари. Она има рационалан поглед на свој физички изглед. Није пресрећна са сваком својом физичком карактеристиком али труди се да на све то гледа с ведрије стране.
- Валентина, тарина мајка
- Ујна Славица, ујак Бора, њихови синови Гаша и Бата - Јованини рођаци из Гроцке
- Тања, девојка која има озбиљан проблем са анорексијом у поодмаклој фази
- Сандра и Драгана, девојчице које читају Тарину и Јованину причу

## Радња романа
У роману 35 калорија без шећера паралелно се одвијају две приче. Главна радња прати Тарин и Јованин зимски распуст, који оне проводе у Гроцкој, насељу надомак Београда, код Јованиних рођака. Јованини рођаци представљени су као једна весела и спонтана породица која живи у малој вароши. Јованина ујна је дебељушкаста домаћица која у свом дому све ради с љубављу и пажњом. Она свакодневне умарајуће кућне послове ради с лакоћом, као да јој пружају огромну дозу задовољства. Насупрот њој, Тарина мајка Валентина, је хладна, пословна жена која не познаје и не прати одрастање свог детета јер је у константној трци за послом. У Тариној кући влада ред, рад и дисциплина, а родитељи су разведени и Тарин отац не живи са њима. Мајка не увиђа да је Тара у проблему јер се и сама не сналази у својим животним околностима, а плаши се и осуде бившег мужа по питању Тариног васпитања. Срећом ту је ујна која након пар драматичних епизода које им је Тара приредила, не реагује бурно, труди се да је разуме и да јој пружи помоћ. Укућани примећују да са њиховом гошћом нешто није у реду: одбија храну, непрењстано се мери, одлази у исцрпљујуће шетње... Када посумњају на анорексију, ујни ће припасти тежак задатак да Тару и њену мајку суочи са проблемом и наведе их да почну са његовим решавањем.
Прича која се развија паралелно са Тарином и Јованином приказује супротно годишње доба и друго место. У питању су три девојчице, Драгана, Сандра и Тања и њихово лето у Београду. Тарина и Јованина прича је приказана као књига коју Драгана препоручује Сандри, у покушају да помогну Тањи, Сандриној старијој сестри, која има проблем сличан Тарином, само далеко озбиљнији. Тањина болест је у поодмаклом стадијуму, када је разорно дејство анорексије очигледно. Њено лечење није једноставно, али наде увек има. Тара и Тања се срећу у болници и две нити се повезују.

## Награде
За роман 35 калорија без шећера Јасминка Петровић је 2008. године добила награду Доситејево перо.

## Драматизација
По мотивима романа 35 калорија без шећера, у оквиру пројекта едукативних позоришних представа за тинејџере, У Дому омладине Београда 2019. године реализована је истоимена позоришна представа. Аутори представе су Ненад Радовић, редитељ, Ђорђе Косић, драматург, Василије Крстић, асистент редитеља и Снежана Ристић, психолог. У представи игра 15 младих глумаца, полазника позоришног студија Центар.